# Phonotaenia bouyeri
Phonotaenia bouyeri är en skalbaggsart som beskrevs av Franz Antoine och Legrand 2005. Phonotaenia bouyeri ingår i släktet Phonotaenia och familjen Cetoniidae. Utöver nominatformen finns också underarten P. b. dispar.